# Serie B 1975-1976 (pallacanestro maschile)
Il campionato di Serie B di pallacanestro maschile 1975-1976 è il secondo dall'ultima riforma dei campionati.
Le trentasei squadre sono suddivise in 6 gironi da sei squadre ciascuno: le prime quattro passano alla seconda fase, le ultime due disputano una poule di ripescaggio insieme alle migliori classificate della Serie C. Nella seconda fase le ventiquattro squadre ammesse sono suddivise in 4 gironi da sei squadre ciascuno. Vengono ammesse alla Poule promozione A/2 le prime quattro classificate di ogni girone più le vincenti dei gironi di ripescaggio. Anche nella Poule promozione le ventiquattro squadre vengono suddivise in 4 gironi da sei squadre ciascuno. Le prime due squadre classificate di ogni girone parteciperanno alla Superpoule di promozione, cioè due concentramenti di 4 squadre ciascuno, che si disputeranno con partite di sola andata la promozione in Serie A/2, verranno infatti promosse le vincenti dei due gironi.

## Prima Fase

### Girone A
|  |    | Classifica finale 1975-1976  | Pt | G  | V | P | PtF | PtS |
|  | -- | ---------------------------- | -- | -- | - | - | --- | --- |
|  | 1. | Mecap Vigevano               | 12 | 10 | 6 | 4 |     |     |
|  | 2. | Junior Casale Monferrato     | 10 | 10 | 5 | 5 |     |     |
|  | 3. | Toiano Varese                | 10 | 10 | 5 | 5 |     |     |
|  | 4. | Ausosiemens Settimo Milanese | 10 | 10 | 5 | 5 |     |     |
|  | 5. | Patti Novate                 | 10 | 10 | 5 | 5 |     |     |
|  | 6. | Ginnastica Torino            | 8  | 10 | 4 | 6 |     |     |

### Girone B
|  |    | Classifica finale 1975-1976 | Pt | G  | V | P  | PtF | PtS |
|  | -- | --------------------------- | -- | -- | - | -- | --- | --- |
|  | 1. | JuVi Cremona                | 16 | 10 | 8 | 2  | 762 | 667 |
|  | 2. | Pallacanestro Pordenone     | 16 | 10 | 8 | 2  | 714 | 635 |
|  | 3. | Petrarca Padova             | 14 | 10 | 7 | 3  | 737 | 728 |
|  | 4. | Ferroli Verona              | 8  | 10 | 4 | 6  | 761 | 773 |
|  | 5. | Italcantieri Monfalcone     | 6  | 10 | 3 | 7  | 748 | 813 |
|  | 6. | Lovable Bergamo             | 0  | 10 | 0 | 10 | 702 | 808 |

### Girone C
|  |    | Classifica finale 1975-1976 | Pt | G  | V | P | PtF | PtS |
|  | -- | --------------------------- | -- | -- | - | - | --- | --- |
|  | 1. | Olimpia Firenze             | 16 | 10 | 8 | 2 |     |     |
|  | 2. | Barcas Livorno              | 12 | 10 | 6 | 4 | 692 | 709 |
|  | 3. | Pallacanestro Livorno       | 12 | 10 | 6 | 4 | 765 | 757 |
|  | 4. | Costone Siena               | 8  | 10 | 4 | 6 |     |     |
|  | 5. | Amatori Carrara             | 8  | 10 | 4 | 6 |     |     |
|  | 6. | Ponte Rosso Firenze         | 4  | 10 | 2 | 8 |     |     |

### Girone D
|  |    | Classifica finale 1975-1976 | Pt | G  | V  | P | PtF | PtS |
|  | -- | --------------------------- | -- | -- | -- | - | --- | --- |
|  | 1. | Fernet Tonic Bologna        | 20 | 10 | 10 | 0 |     |     |
|  | 2. | Max Meyer Pescara           | 12 | 10 | 6  | 4 |     |     |
|  | 3. | Sarila Rimini               | 10 | 10 | 5  | 5 |     |     |
|  | 4. | Febal Pesaro                | 10 | 10 | 5  | 5 |     |     |
|  | 5. | Santerno Ancona             | 6  | 10 | 3  | 7 |     |     |
|  | 6. | Eurovox Bologna             | 2  | 10 | 1  | 9 |     |     |

### Girone E
|  |    | Classifica finale 1975-1976 | Pt | G  | V | P  | PtF | PtS |
|  | -- | --------------------------- | -- | -- | - | -- | --- | --- |
|  | 1. | Rodrigo Chieti              | 18 | 10 | 9 | 1  |     |     |
|  | 2. | Bancoroma                   | 16 | 10 | 8 | 2  |     |     |
|  | 3. | Jacorossi Roma              | 14 | 10 | 7 | 3  |     |     |
|  | 4. | Libertas Oristanese         | 6  | 10 | 3 | 7  |     |     |
|  | 5. | Mobiam Roma                 | 6  | 10 | 3 | 7  |     |     |
|  | 6. | Pallacanestro Palestrina    | 0  | 10 | 0 | 10 |     |     |

### Girone F
|  |    | Classifica finale 1975-1976 | Pt | G  | V | P | PtF | PtS |
|  | -- | --------------------------- | -- | -- | - | - | --- | --- |
|  | 1. | Viola Reggio Calabria       | 18 | 10 | 9 | 1 | 743 | 628 |
|  | 2. | Ovomaltina Napoli           | 16 | 10 | 7 | 3 | 693 | 633 |
|  | 3. | Basket Latina               | 10 | 10 | 5 | 5 | 671 | 662 |
|  | 4. | Cestistica Messina          | 10 | 10 | 5 | 5 | 656 | 674 |
|  | 5. | ASSI Brindisi               | 4  | 10 | 2 | 8 | 641 | 694 |
|  | 6. | U.S. Palermo                | 4  | 10 | 2 | 8 | 666 | 779 |

## Seconda Fase

### Girone A
|  |    | Classifica finale 1975-1976 | Pt | G  | V | P | PtF | PtS |
|  | -- | --------------------------- | -- | -- | - | - | --- | --- |
|  | 1. | Sarila Rimini               | 16 | 10 | 8 | 2 |     |     |
|  | 2. | Mecap Vigevano              | 10 | 10 | 5 | 5 |     |     |
|  | 3. | Ferroli Verona              | 10 | 10 | 5 | 5 |     |     |
|  | 4. | Pallacanestro Pordenone     | 10 | 10 | 5 | 5 |     |     |
|  | 5. | Junior Casale Monferrato    | 8  | 10 | 4 | 6 |     |     |
|  | 6. | Febal Pesaro                | 6  | 10 | 3 | 7 |     |     |

### Girone B
|  |    | Classifica finale 1975-1976  | Pt | G  | V | P | PtF | PtS |
|  | -- | ---------------------------- | -- | -- | - | - | --- | --- |
|  | 1. | Fernet Tonic Bologna         | 18 | 10 | 9 | 1 | 839 | 719 |
|  | 2. | Max Meyer Pescara            | 12 | 10 | 6 | 4 | 795 | 787 |
|  | 3. | JuVi Cremona                 | 12 | 10 | 6 | 4 | 677 | 648 |
|  | 4. | Petrarca Padova              | 10 | 10 | 5 | 5 | 696 | 696 |
|  | 5. | Ausosiemens Settimo Milanese | 4  | 10 | 2 | 8 | 692 | 801 |
|  | 6. | Toiano Varese                | 4  | 10 | 2 | 8 | 723 | 771 |

### Girone C
|  |    | Classifica finale 1975-1976 | Pt | G  | V | P | PtF | PtS |
|  | -- | --------------------------- | -- | -- | - | - | --- | --- |
|  | 1. | Barcas Livorno              | 18 | 10 | 9 | 1 | 693 | 652 |
|  | 2. | Rodrigo Chieti              | 12 | 10 | 6 | 4 |     |     |
|  | 3. | Olimpia Firenze             | 10 | 10 | 5 | 5 |     |     |
|  | 4. | Pallacanestro Livorno       | 8  | 10 | 4 | 6 | 739 | 777 |
|  | 5. | Costone Siena               | 4  | 10 | 2 | 8 |     |     |
|  | 6. | Libertas Oristano           | 4  | 10 | 2 | 8 |     |     |

### Girone D
|  |    | Classifica finale 1975-1976 | Pt | G  | V | P | PtF | PtS |
|  | -- | --------------------------- | -- | -- | - | - | --- | --- |
|  | 1. | Bancoroma                   | 16 | 10 | 8 | 2 | 767 | 609 |
|  | 2. | Viola Reggio Calabria       | 16 | 10 | 8 | 2 | 760 | 666 |
|  | 3. | Basket Latina               | 12 | 10 | 6 | 4 | 610 | 640 |
|  | 4. | Jacorossi Roma              | 10 | 10 | 5 | 5 | 735 | 724 |
|  | 5. | Ovomaltina Napoli           | 4  | 10 | 2 | 8 | 652 | 743 |
|  | 6. | Cestistica Messina          | 2  | 10 | 1 | 9 | 632 | 774 |

Le prime quattro squadre di ogni girone si qualificano per la Poule A/2, ad esse si aggiungono le vincitrici dei gironi di ripescaggio: Team 72 Milano, Italcantieri Monfalcone, Virtus Imola, Italvaredo Pertusino, Gis Roseto, Amatori Carrara, Forze Armate Vigna di Valle, U.S. Palermo.

## Poule A/2

### Girone A
|  |    | Classifica finale 1975-1976 | Pt | G  | V | P | PtF | PtS |
|  | -- | --------------------------- | -- | -- | - | - | --- | --- |
|  | 1. | Sarila Rimini               | 16 | 10 | 8 | 2 | 809 | 760 |
|  | 2. | Ferroli Verona              | 14 | 10 | 7 | 3 | 809 | 788 |
|  | 3. | JuVi Cremona                | 12 | 10 | 6 | 4 | 742 | 691 |
|  | 4. | Team 72 Milano              | 10 | 10 | 5 | 5 | 791 | 738 |
|  | 5. | Italcantieri Monfalcone     | 6  | 10 | 3 | 7 | 765 | 846 |
|  | 6. | Max Meyer Pescara           | 2  | 10 | 1 | 9 | 684 | 777 |

### Girone B
|  |    | Classifica finale 1975-1976 | Pt | G  | V  | P | PtF | PtS |
|  | -- | --------------------------- | -- | -- | -- | - | --- | --- |
|  | 1. | Fernet Tonic Bologna        | 20 | 10 | 10 | 0 | 773 | 642 |
|  | 2. | Pallacanestro Pordenone     | 12 | 10 | 6  | 4 |     |     |
|  | 3. | Virtus Imola                | 12 | 10 | 6  | 4 |     |     |
|  | 4. | Mecap Vigevano              | 6  | 10 | 3  | 7 | 774 | 776 |
|  | 5. | Pertusini Varedo            | 6  | 10 | 3  | 7 | 687 | 740 |
|  | 6. | Petrarca Padova             | 4  | 10 | 2  | 8 | 686 | 763 |

### Girone C
|  |    | Classifica finale 1975-1976 | Pt | G  | V | P | PtF | PtS |
|  | -- | --------------------------- | -- | -- | - | - | --- | --- |
|  | 1. | Rodrigo Chieti              | 14 | 10 | 7 | 3 | 723 | 661 |
|  | 2. | Barcas Livorno              | 14 | 10 | 7 | 3 | 717 | 674 |
|  | 3. | Gis Roseto                  | 12 | 10 | 6 | 4 | 788 | 729 |
|  | 4. | Amatori Carrara             | 10 | 10 | 5 | 5 | 746 | 775 |
|  | 5. | Jacorossi Roma              | 6  | 10 | 3 | 7 | 755 | 781 |
|  | 6. | Viola Reggio Calabria       | 4  | 10 | 2 | 8 | 756 | 863 |

### Girone D
|  |    | Classifica finale 1975-1976 | Pt | G  | V | P  | PtF | PtS |
|  | -- | --------------------------- | -- | -- | - | -- | --- | --- |
|  | 1. | Pallacanestro Livorno       | 18 | 10 | 9 | 1  | 806 | 705 |
|  | 2. | Olimpia Firenze             | 16 | 10 | 8 | 2  | 781 | 686 |
|  | 3. | Bancoroma                   | 14 | 10 | 7 | 3  | 794 | 653 |
|  | 4. | Basket Latina               | 6  | 10 | 3 | 7  | 670 | 779 |
|  | 5. | Forze Armate Vigna di Valle | 6  | 10 | 3 | 7  | 704 | 804 |
|  | 6. | U.S. Palermo                | 0  | 10 | 0 | 10 | 639 | 857 |

## Super Poule

### Concentramento A
|  |    | Classifica finale 1975-1976 | Pt | G | V | P | PtF | PtS |
|  | -- | --------------------------- | -- | - | - | - | --- | --- |
|  | 1. | Olimpia Firenze             | 6  | 3 | 3 | 0 | 215 | 186 |
|  | 2. | Rodrigo Chieti              | 4  | 3 | 2 | 1 | 239 | 242 |
|  | 3. | Ferroli Verona              | 2  | 3 | 1 | 2 | 229 | 231 |
|  | 4. | Pallacanestro Livorno       | 0  | 3 | 0 | 3 | 227 | 251 |

| Forlì 28 maggio 1976 | Olimpia Firenze | 89 – 82 | Rodrigo Chieti |  |

| Forlì 28 maggio 1976 | Ferroli Verona | 79 – 64 | Pallacanestro Livorno |  |

| Forlì 29 maggio 1976 | Olimpia Firenze | 61 – 60 | Ferroli Verona |  |

| Forlì 29 maggio 1976 | Rodrigo Chieti | 87 – 83 | Pallacanestro Livorno |  |

| Forlì 30 maggio 1976 | Olimpia Firenze | 75 – 62 | Pallacanestro Livorno |  |

| Forlì 30 maggio 1976 | Rodrigo Chieti | 88 – 80 | Ferroli Verona |  |

### Concentramento B
|  |    | Classifica finale 1975-1976 | Pt | G | V | P | PtF | PtS |
|  | -- | --------------------------- | -- | - | - | - | --- | --- |
|  | 1. | Fernet Tonic Bologna        | 6  | 3 | 3 | 0 | 233 | 214 |
|  | 2. | Sarila Rimini               | 4  | 3 | 2 | 1 | 207 | 198 |
|  | 3. | Pallacanestro Pordenone     | 2  | 3 | 1 | 2 | 218 | 219 |
|  | 4. | Barcas Livorno              | 0  | 3 | 0 | 3 | 197 | 224 |

| Vicenza 28 maggio 1976 | Fernet Tonic Bologna | 79 – 68 | Barcas Livorno |  |

| Vicenza 28 maggio 1976 | Sarila Rimini | 68 – 66 | Pallacanestro Pordenone | dopo un t.s. |

| Vicenza 29 maggio 1976 | Fernet Tonic Bologna | 71 – 69 | Sarila Rimini |  |

| Vicenza 29 maggio 1976 | Pallacanestro Pordenone | 75 – 68 | Barcas Livorno |  |

| Vicenza 30 maggio 1976 | Fernet Tonic Bologna | 83 – 77 | Pallacanestro Pordenone |  |

| Vicenza 30 maggio 1976 | Sarila Rimini | 70 – 61 | Barcas Livorno |  |

## Verdetti
- Promosse in A2:
  - Fernet Tonic Bologna
Formazione: Frediani, Sacchetti, Ranzolin, Masini, Gelsomini, Rizzardi, Di Nallo, Anconetani, Pedrotti, Canciani, Ghiacci. Allenatore: Zuccheri.
  - Olimpia Firenze
Formazione: Bettarini, Rapisardi G., Granucci, Stefanini, Bani, Devetag, Tirabosco, Zingoni, Rapisardi A., Giessi, Carli, Muti. Allenatore: Otello Formigli